# Дикая природа Малайзии
Дикая природа Малайзии очень разнообразна, большая часть страны покрыта тропиками в которых обитают сотни видов животных и тысячи видов растений. В прибрежных водах обитает множество видов рыб, а также морских млекопитающих.
Страна входит в список стран с мегаразнообразием. В прибрежные воды входит часть Кораллового треугольника.

## Наземная фауна
В Малайзии обитает 20 % видов животных в мире и включает в себя одни из самых биоразнообразных районов на Земле. В стране проживает большое количество животных-эндемиков из-за изолированности от внешнего мира.

### Млекопитающие

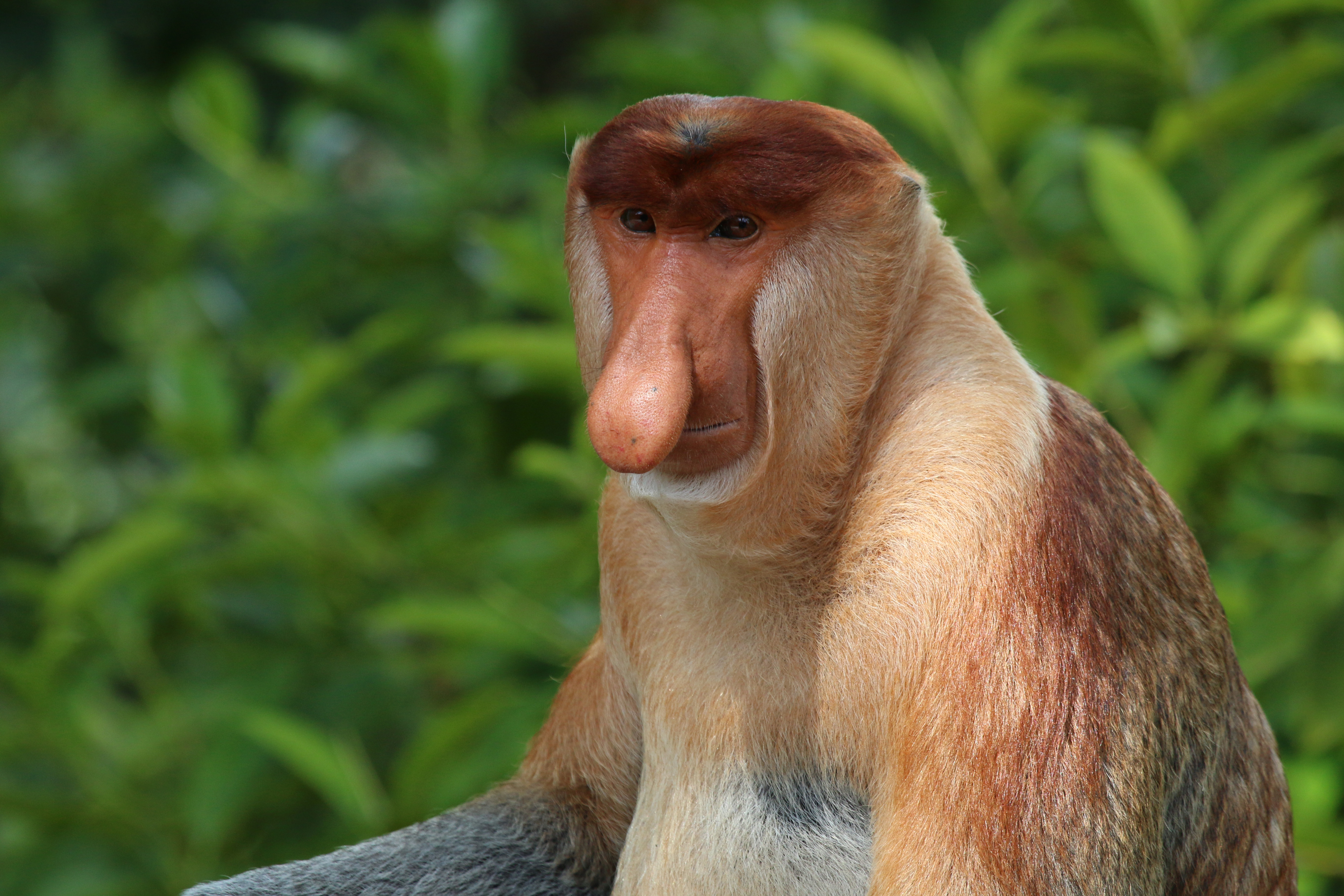
Носач
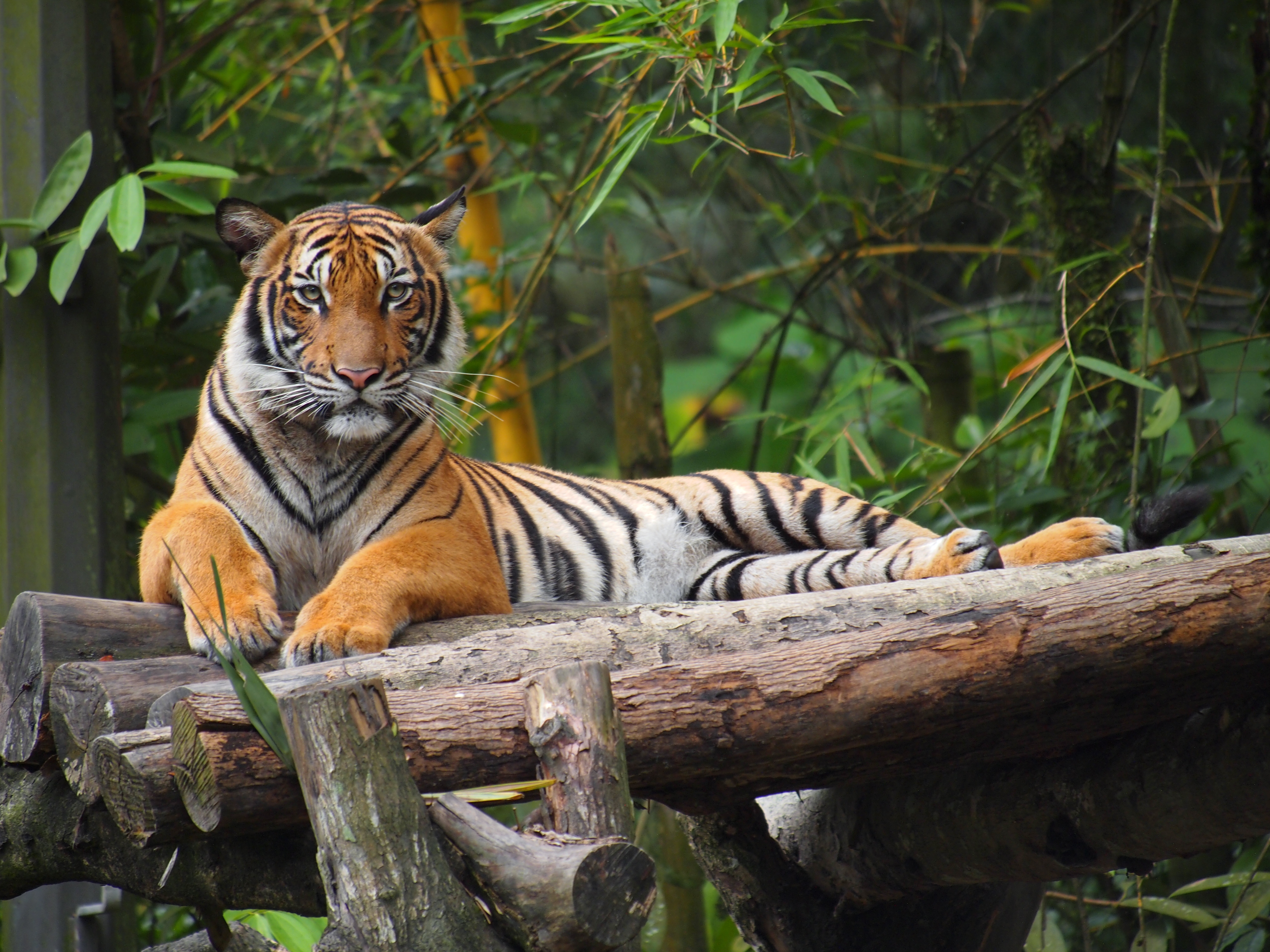
Малайский тигр
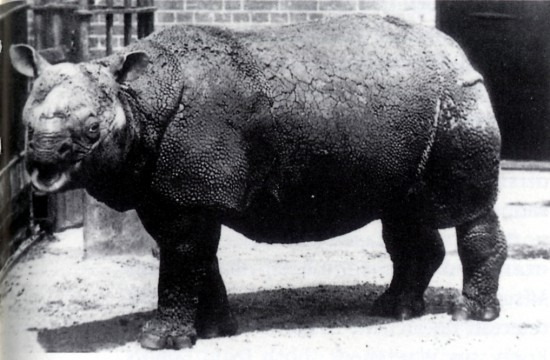
Яванский носорог
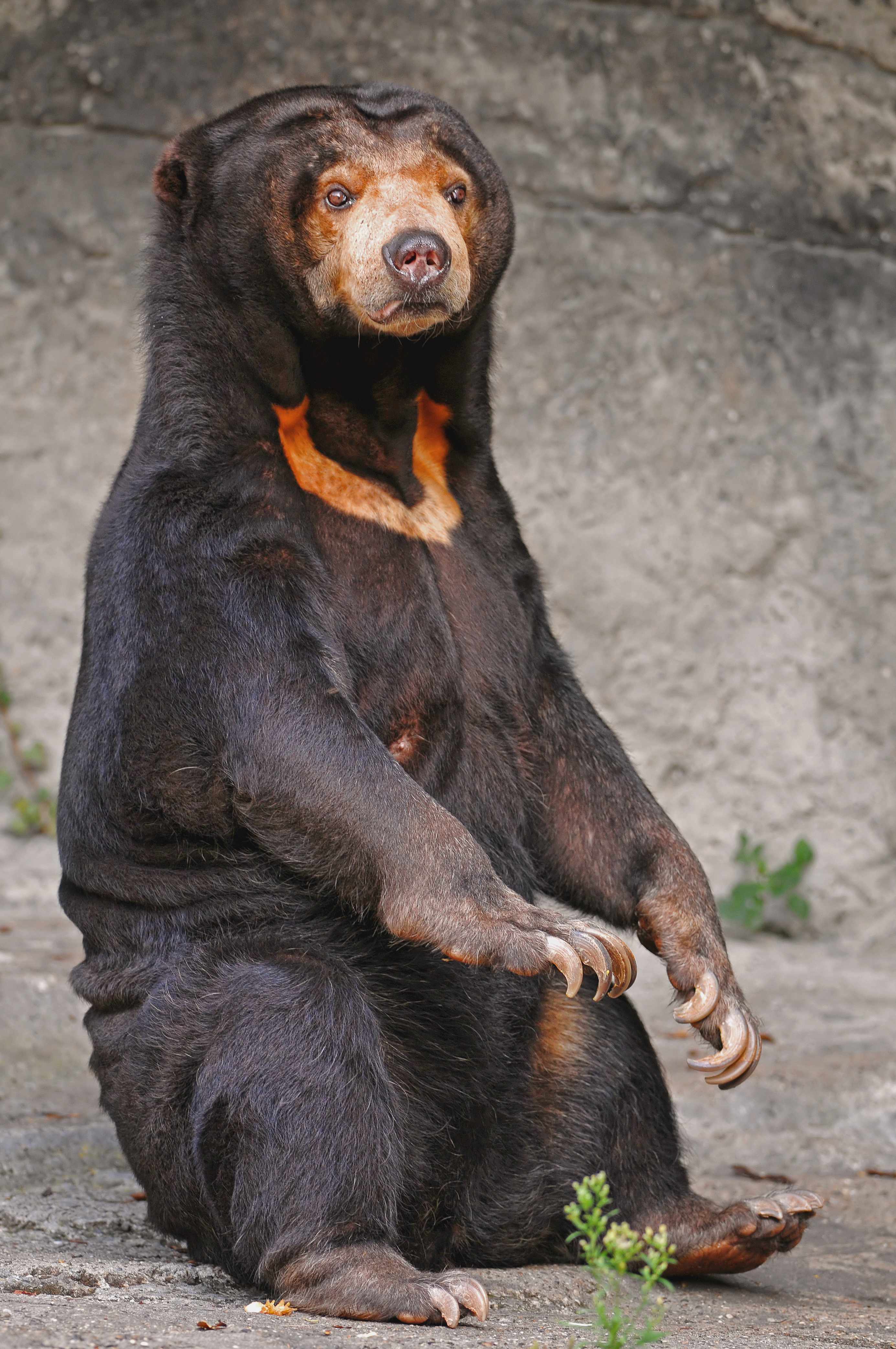
Малайский медведь
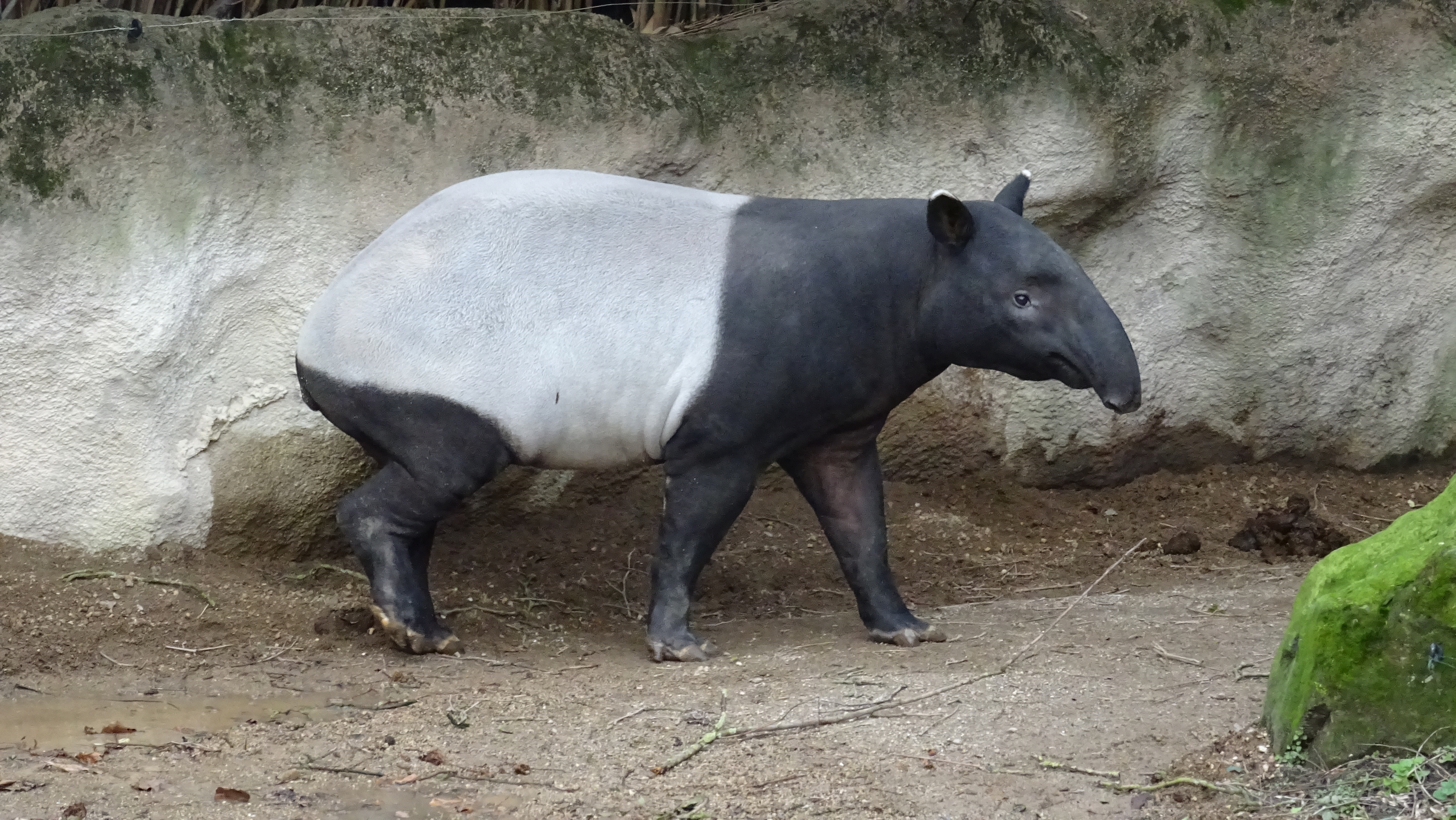
Чепрачный тапир

В Малайзии обитает 354 вида млекопитающих.
В стране обитает 4 вида больших кошек: индокитайский и малайский тигры, индокитайский и дымчатый леопарды. Также на островах живёт малайский медведь. Из небольших хищников в Малайзи живут: бинтуронг, кошка Темминка, калимантанская кошка, суматранская кошка, 8 видов цивет, красный волк, гладкошёрстная и восточная выдра.
Малайские тигры являются эндемиками, их популяция составляет около 300 особей.
К крупным травоядным относятся: яванский носорог, азиатский слон, селаданг, бантенг, замбар, индийский мунтжак, кабан, чепрачный тапир. На Малайском полуострове живёт около 1200 борнейских слонов (подвид азиатского слона).
В Малайзии обитает около 80 видов грызунов, в том числе 4 вида дикобразов, 18 родов белок и 12 родов мышиных. Более 100 видов рукокрылых.
В Малайзии обитает 23 вида приматов в том числе калимантанский орангутан, медленный лори, западный долгопят, медвежий макак, носач и другие.

### Птицы
На всей территории Малайзии зарегистрировано 851 вид птиц, 647 из которых встречаются на Калимантане. 76 видов находятся под угрозой вымирания.
18 видов являются эндемиками, например Myophonus robinsoni, чернобровая кустарница, Copsychus stricklandii. В горах Малайзии встречается наибольшее количество видов-эндемиков, благодаря изолированности региона, например Psilopogon pulcherrimus, Alcurus tympanistrigus, борнейский хохлатый змееяд.
В лесах страны широко распространены птицы-носороги, дятлы и питтовые.В Малайзии обитает 9 видов птиц-носорогов, наиболее распространённым является малабарская птица-носорог, также встречаются: малайский калао, чёрная птица-носорог, шлемоносная птица-носорог, двурогий калао и другие.

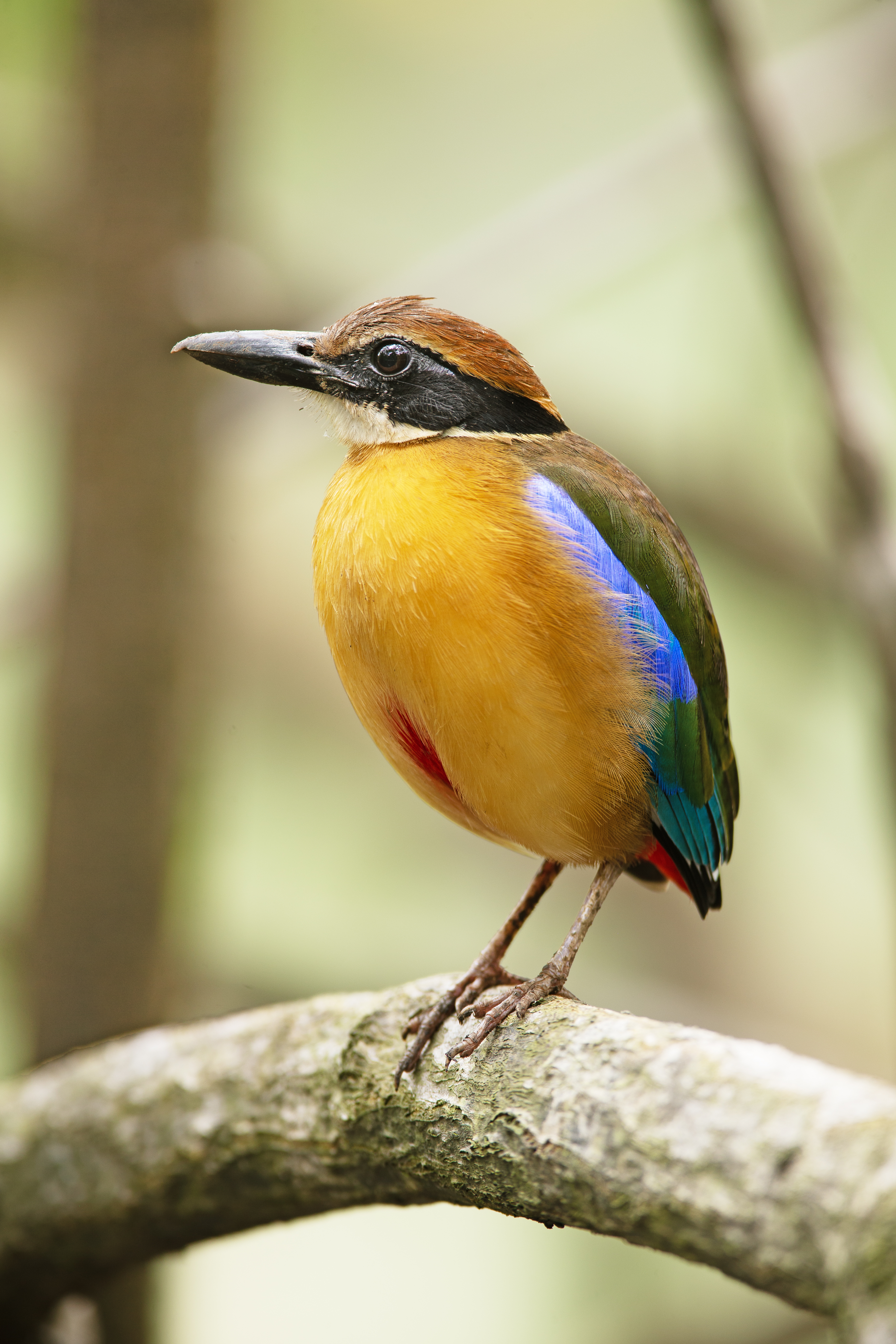
Мангровая питта
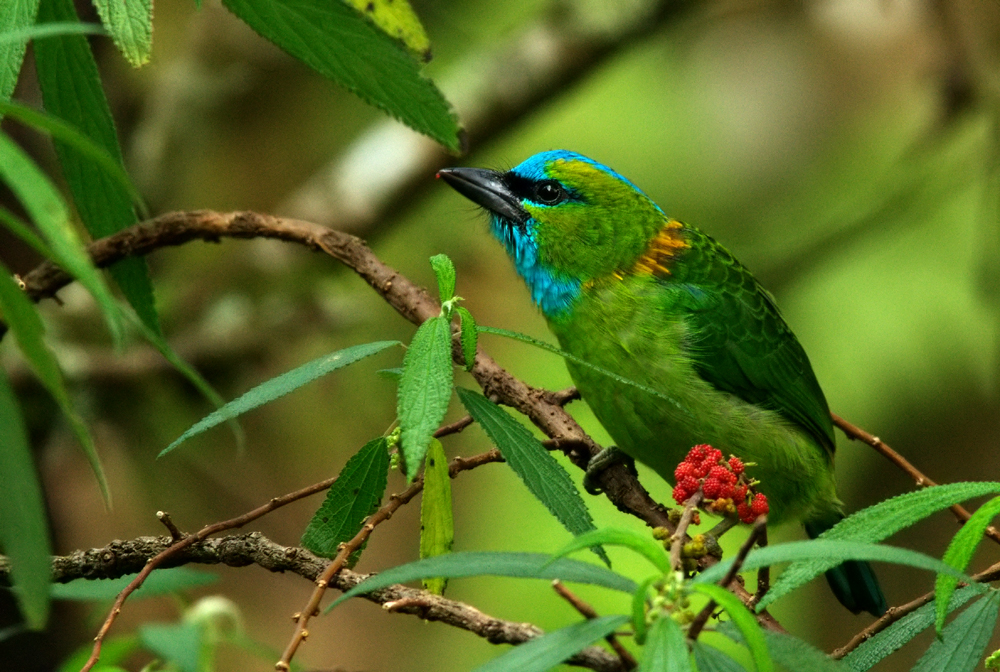
Psilopogon pulcherrimus
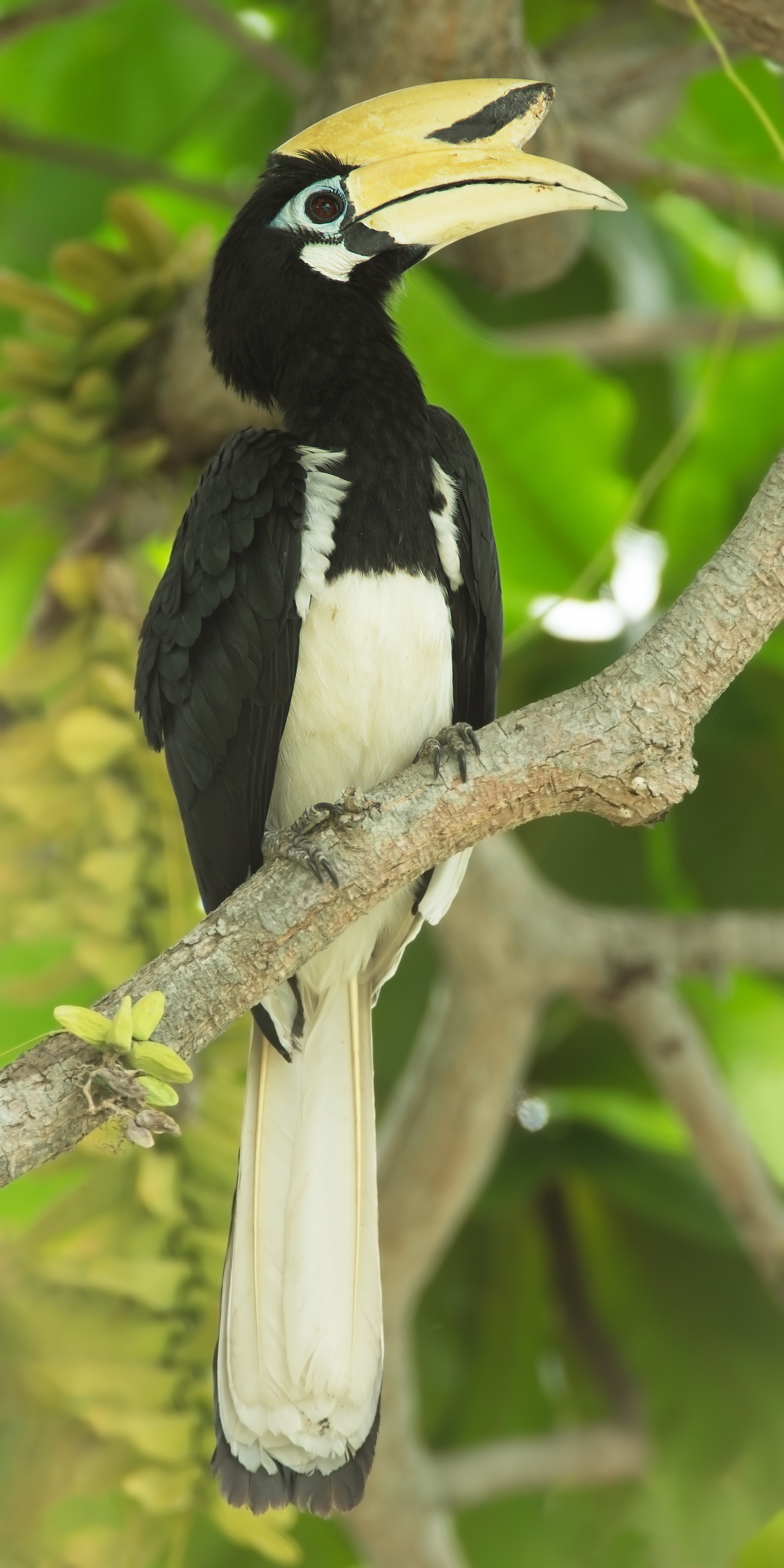
Малабарская птица-носорог
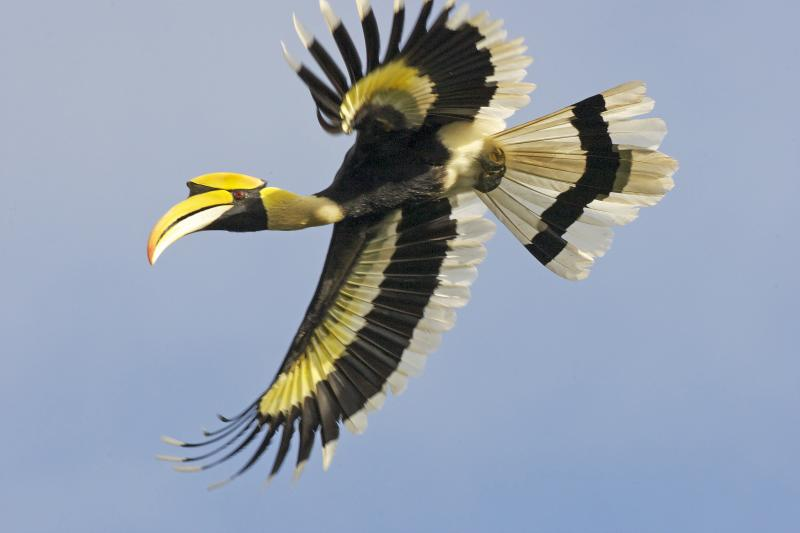
Двурогий калао

Наиболее распространёнными хищниками являются: Haliaeetus ichthyaetus и браминский коршун. В заболоченных районах встречаются малайский аист и индийская змеешейка.
В городах можно встретить скворцов, стрижей, бюльбюлевых, сизый голубь.

### Рептилии
В Малайзии живёт 250 видов рептилий, в том числе 150 видов змей, из которых 16 ядовитые, 80 видов ящериц, 150 видов лягушек.
В стране обитают гребнистые крокодилы, вараны Дюмириля, полосатые вараны. Из змей наиболее часто встречающимися являются сетчатый питон, также в лесах страны можно встретить королевскую кобру, райскую украшенную змею, храмовую куфию и других.
Помимо гребнистых крокодилов в Малайзии можно встретить гавиалового крокодила. На острове встречаются и летучие драконы.

### Насекомые
В Малайзии огромное количество видов насекомых, ежегодно обнаруживаются новые виды. Самым большим насекомым является Chalcosoma atlas, к другим крупным насекомым относятся гигантские палочники, Megapomponia imperatoria, павлиноглазка атласа. Также в стране встречаются огненные муравьи, гигантские пчёлы, трогоноптера Брука.

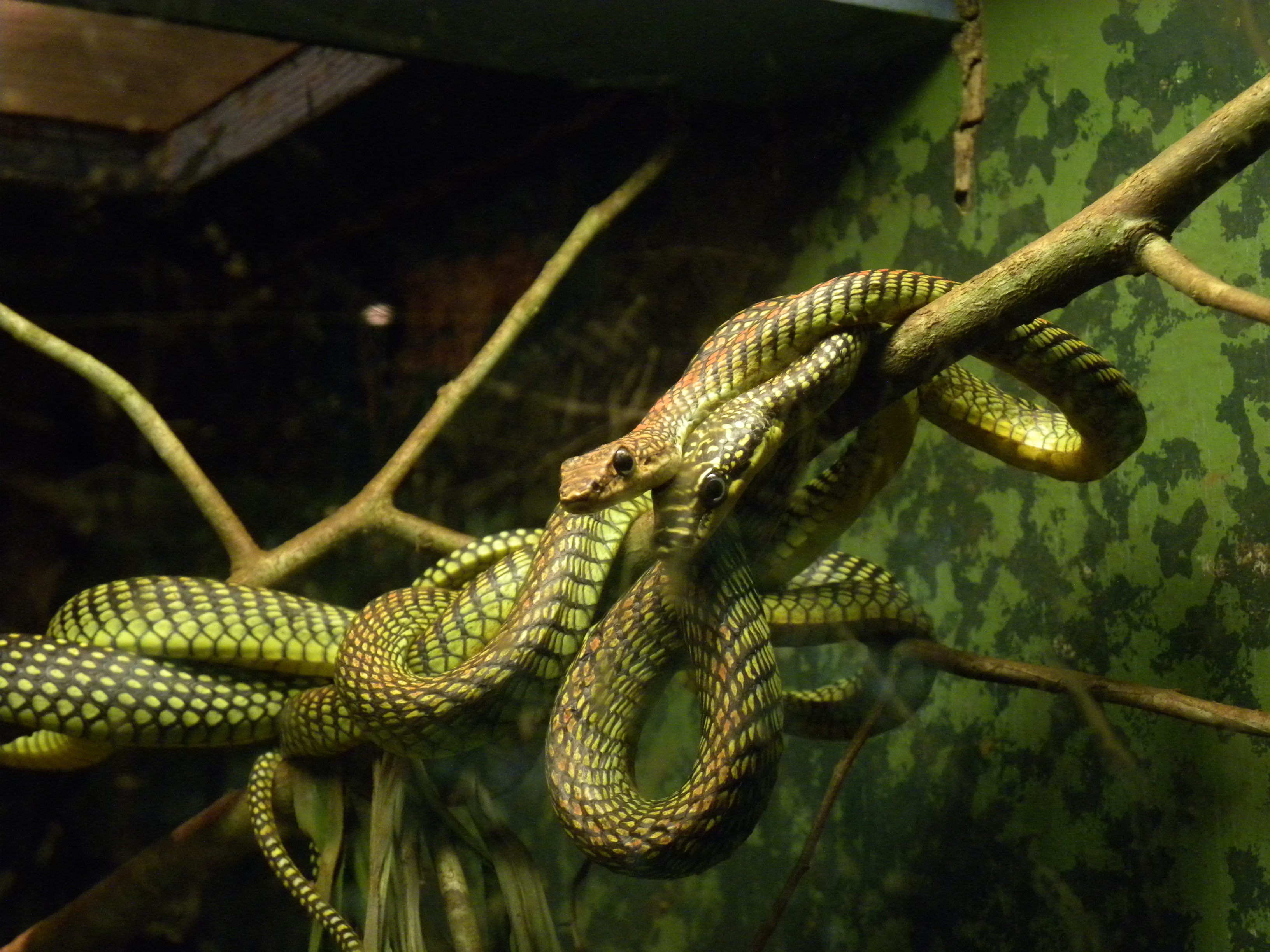
Райская украшенная змея
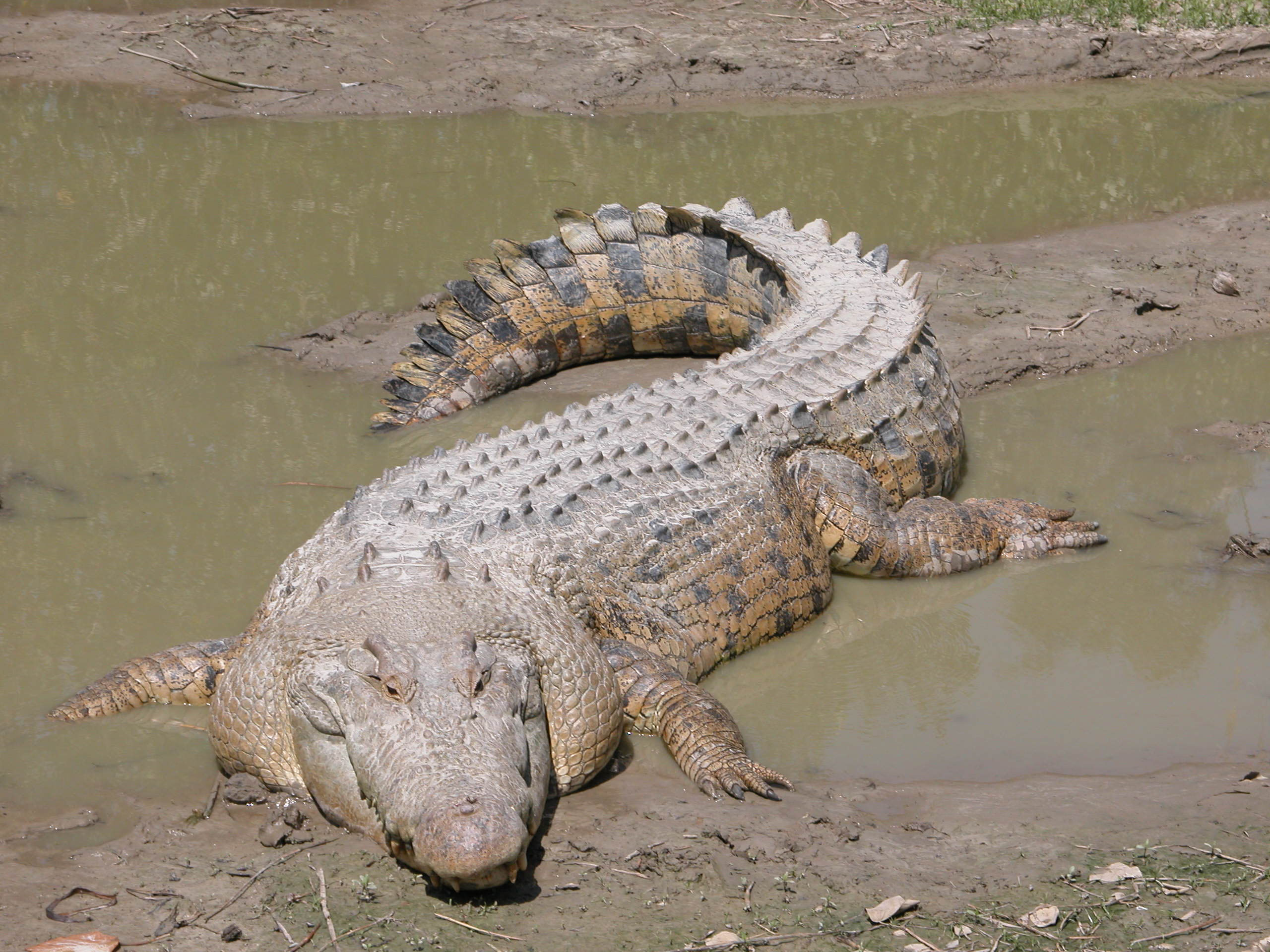
Гребнистый крокодил
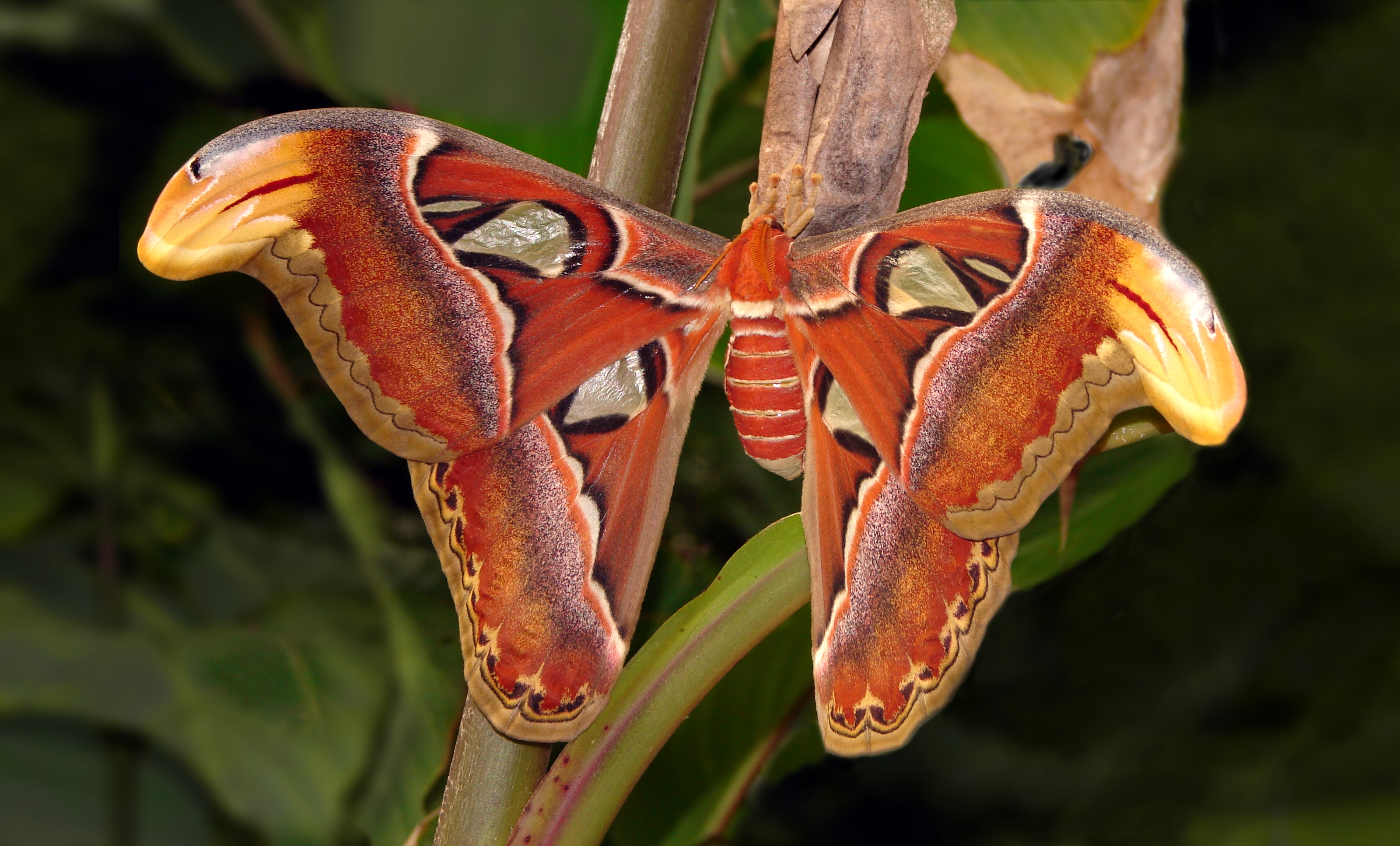
Павлиноглазка атлас
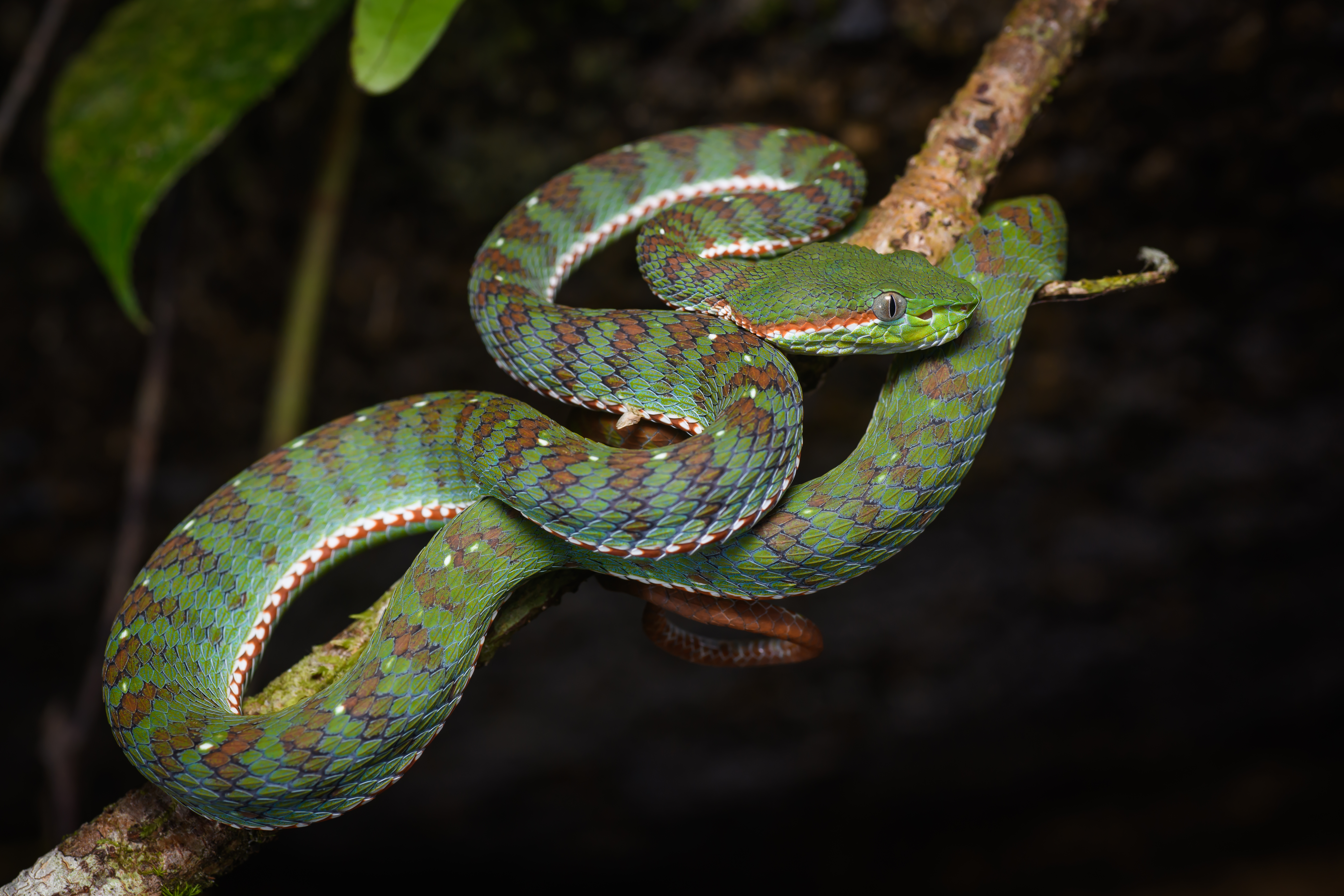
Trimeresurus sabahi fucatus

## Водные животные
Благодаря большой площади исключительной морской зоны Малайзии в стране огромное количество морских обитателей. Также страна находится в коралловом треугольнике, который является горячей точкой биоразнообразия. Воды вокруг острова Сипдан и море Сулу являются наиболее биоразнообразными в мире.
В Малайзии обитает почти 2000 видов рыб, около 1400 которых морские и около 600 пресноводных. 50 видов являются эндемиками, 153 находятся под угрозой вымирания. Помимо рыб в водах страны обитает 600 видов кораллов, 20 видов морских змей и 5 видов черепах.
В водах Малайзии обитает множество рыб, от огромных китовых акул до маленьких коралловых рыбок. В кораллах обитают рыбы-хирурги, рыбы-клоуны, рыбы-единороги, Amblyglyphidodon aureus, цезии, мурены, барракуды и другие. Можно встретить несколько видов скатов. Из акул обитают тигровые, рифовая, шёлковая, китовая и другие.

### Млекопитающие

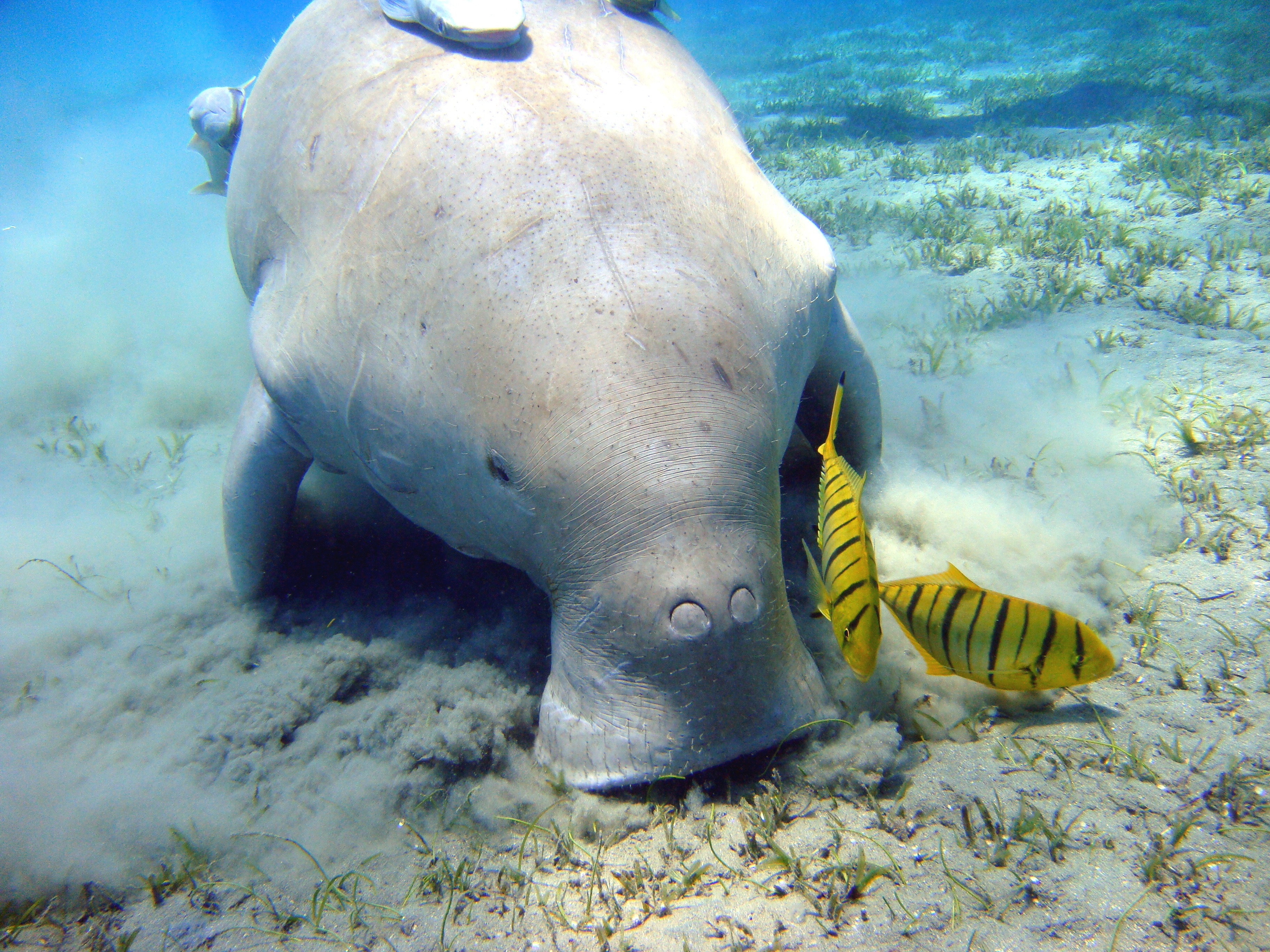
Дюгонь
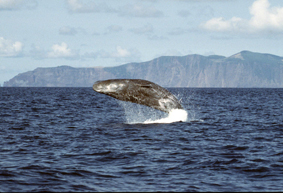
Кашалот
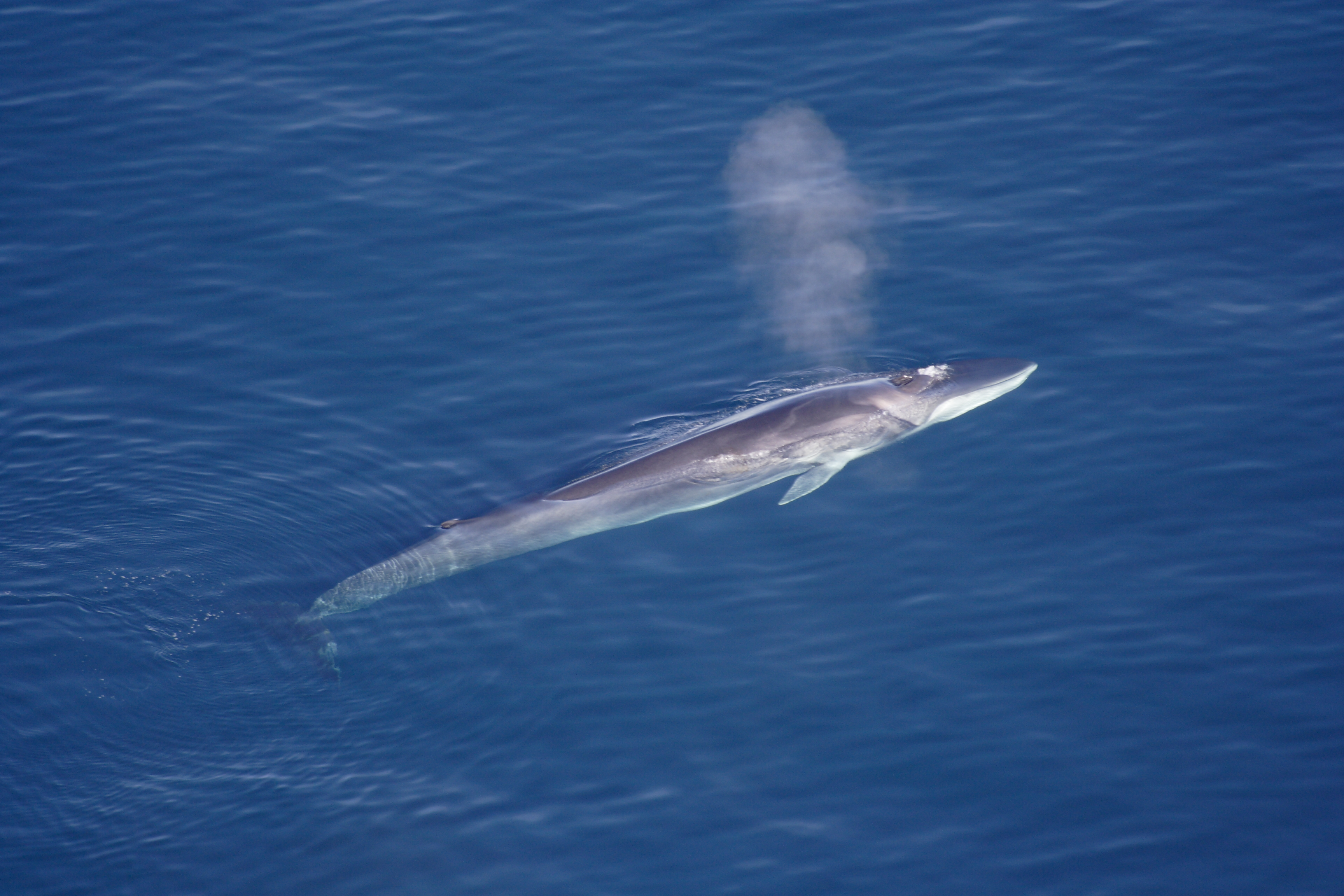
Финвал
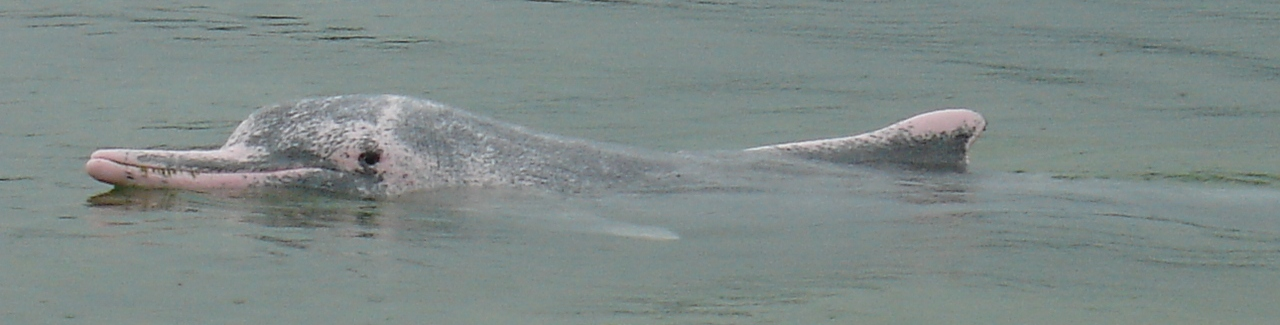
Китайский дельфин

В водах Малайзии обитает около 30 видов морских млекопитающих.
Из усатых китов в воды страны заплывают малые полосатики, сейвалы, финвалы, синие и горбатые киты, а также ещё несколько видов. Зубатые киты обитающие в водах Малайзии включают кашалота, тупорылого ремнезуба, китайского дельфина, обыкновенную и индийскую афалину, бесклювого дельфина, косатку, малую косатку, дельфина-белобочку и других.
Дюгони обитают вокруг штата Сабах и в Джохорском проливе.

## Флора
Большая часть (⅔) Малайзии покрыта тропическими лесами, возраст которых около 130 миллионов лет. Большая часть растений произрастающих в стране относятся к семейству диптерокарповых, высота которых достигает 50 метров. В стране растёт около 14 500 видов цветковых растений.
Мангровые леса распространены в прибрежной зоне, их площадь около 1400 км².

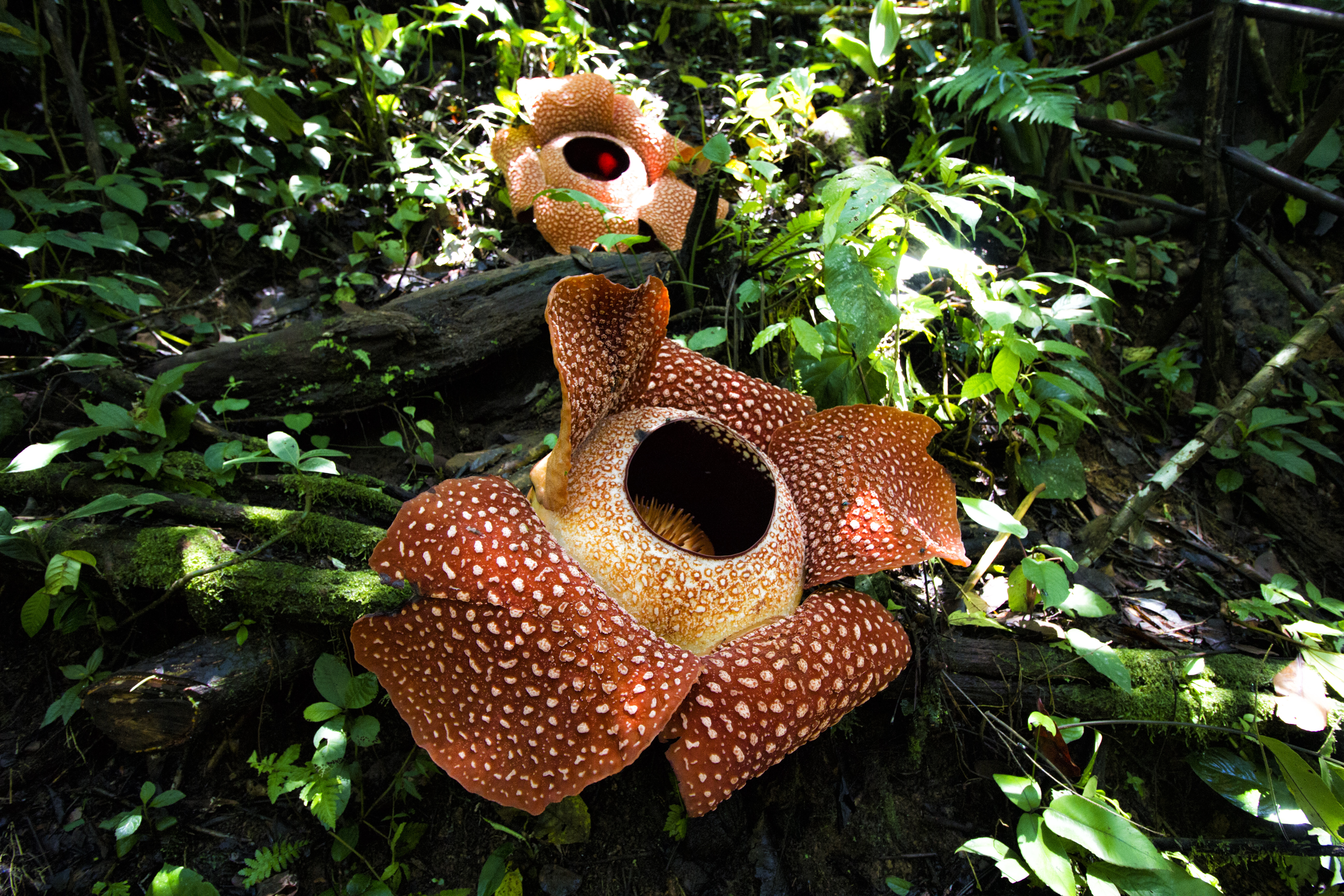
Раффлезия Арнольда
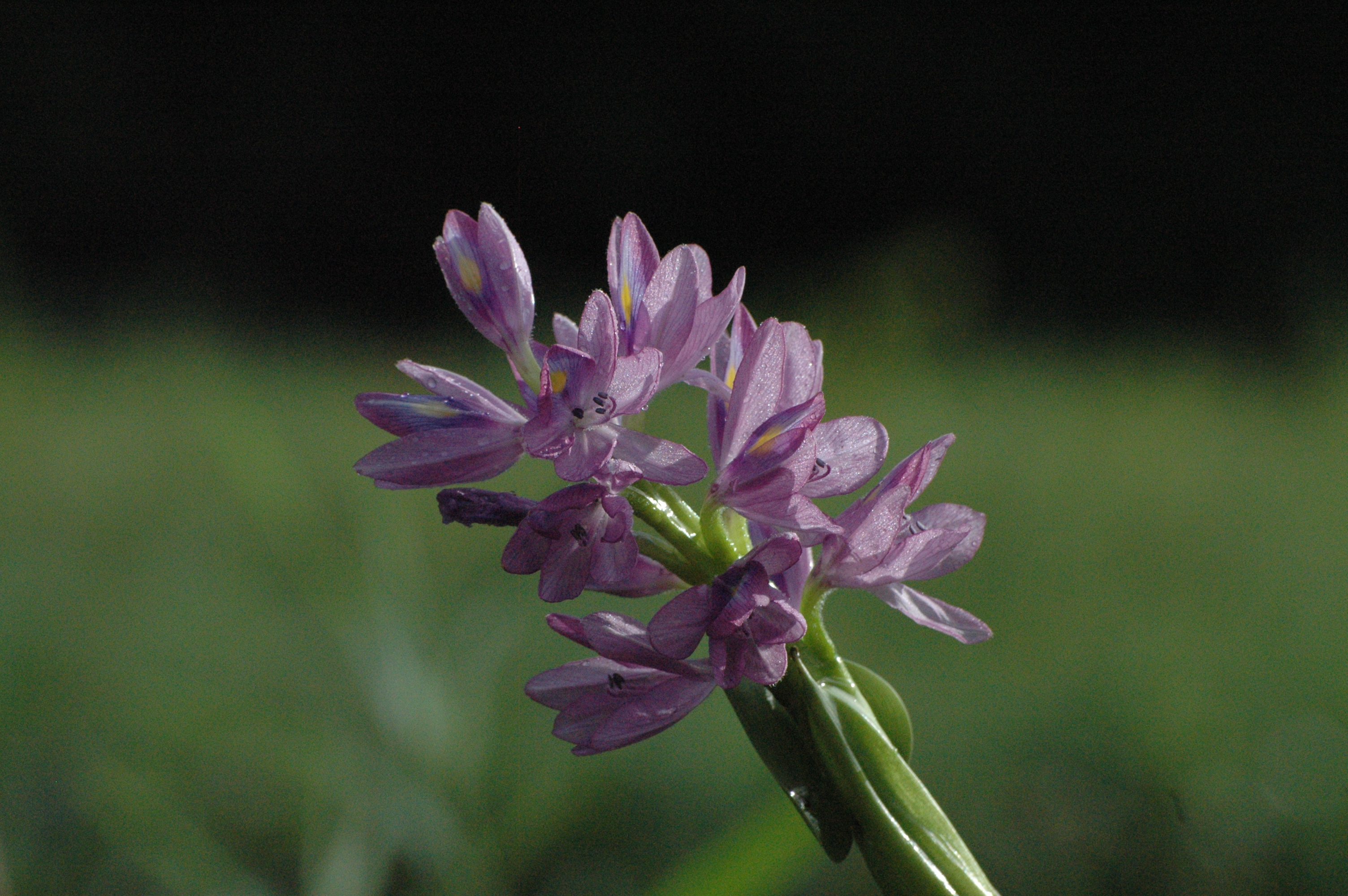
Arundina graminifolia
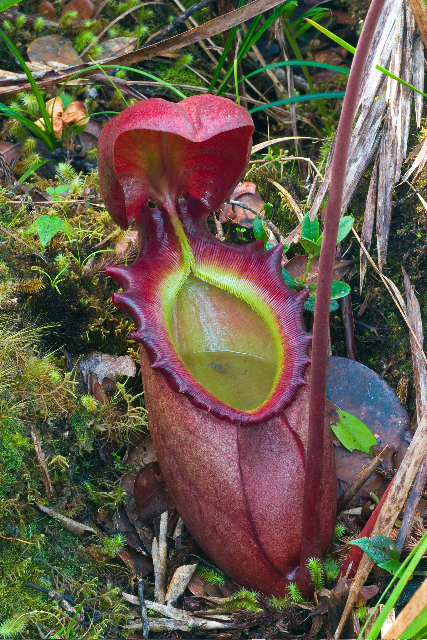
Nepenthes rajah
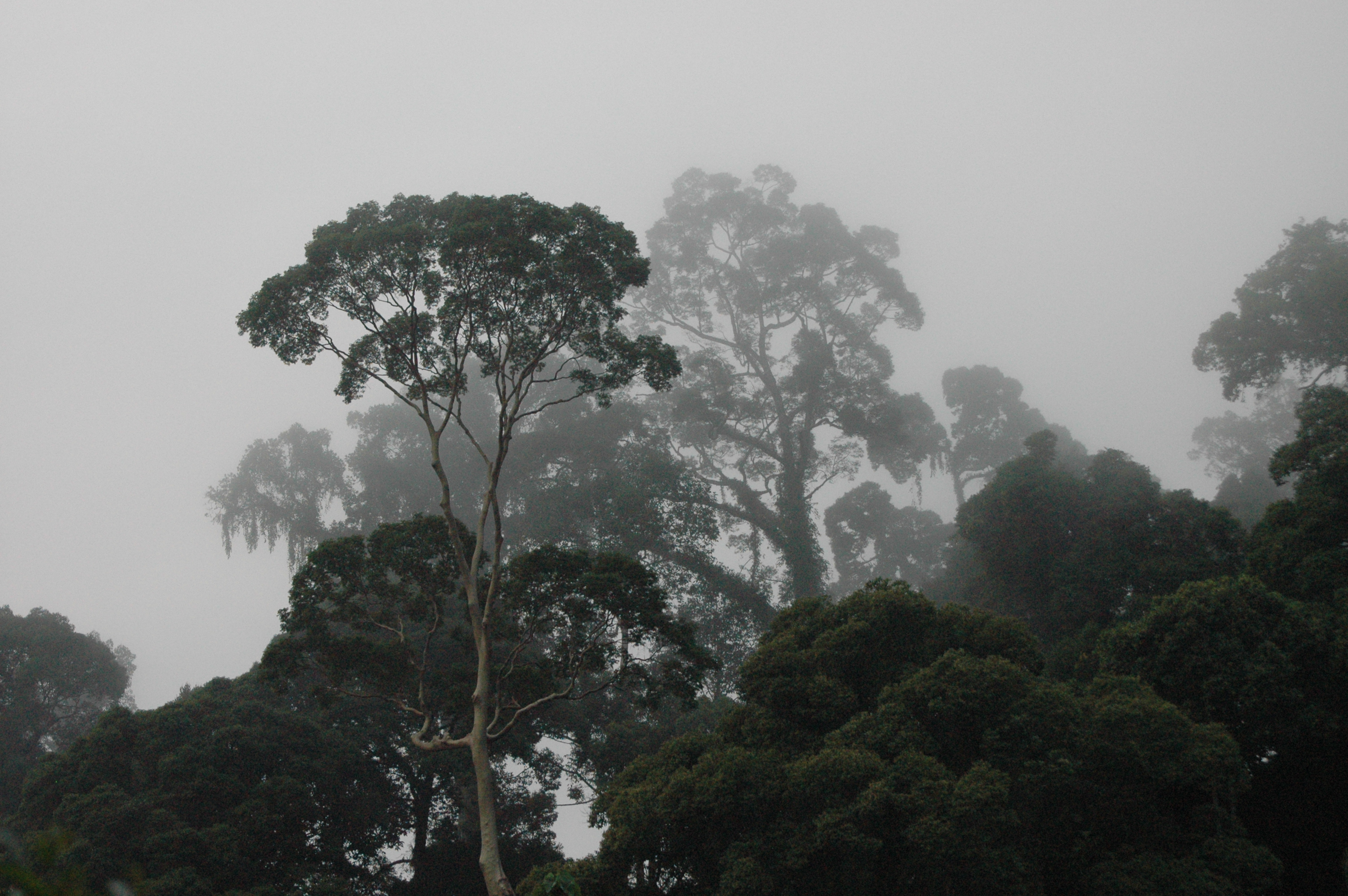

На полуострове Малайзия насчитывается более 8500 видов сосудистых растений, а в Восточной Малайзии более 15 000. В лесах Восточной Малайзии на каждом гектаре леса растёт более 240 видов деревьев.
В лесах страны произрастают самые большие цветы, относящиеся к роду Rafflesia, их диаметр может достигать 1 метра. Также в Малайзии растёт большое количество плотоядных растений, например росянки, Dischidia, Nepenthes и другие.